# Callington
Callington (korn. Kelliwik) – miasto w Wielkiej Brytanii, w Anglii w Kornwalii usytuowane między Kit Hill i Bodmin Moor.
Dawniej stacja kolejowa na linii z Kelly Bray do Bere Alston, zamkniętej w latach 60. XX wieku. Z Kit Hill widoki na rzekę Tamar i Bodmin Moor. Obecnie siedziba firmy Ginsters, znanej z wypieku pierogów kornwalijskich. 

## Miasta partnerskie
- Barsbüttel
- Guipavas